# トニ・テクチェアヌ
トニ（Toni）ことアウレリアン＝アントニオ・テクチュアヌ（Aurelian-Antonio Tecuceanu, 1972年1月13日 – 2010年1月5日）は、ルーマニアのブカレスト出身のコメディ俳優。ルーマニアのプリマTVにおける人気ホームコメディ『クロニカ・カルコタシロル』（Cronica cârcotaşilor）に出演していた。
ブカレストのマテイ・バルシュ病院にて2009年末から入院していたが、2010年1月5日、新型インフルエンザによる合併症にて死亡した。彼の死はルーマニア国内を大混乱に陥れ、ワクチン接種を求める人が病院へと押し掛ける騒ぎとなった。